# Актуаріус
Актуаріус — судовий писар, який заносив в реєстр подані до суду акти, так само як і написані ним; в Росії особа, на яку покладався обов'язок зберігання актів присутсвених місць, тобто справ, протоколів, журналів.
Слово увійшло у вжиток з часів римлян, у яких так називалися стенографи, що записували рішення судів і постанови сенату; вони ж зберігали такі документи.
У Росії посада актуаріуса була введена в 1720 році Петром I. Особлива посада з такою назвою існувала в Росії XIX століття в міністерстві закордонних справ, в остзейских провінціях і т. ін. В інших присутсвених місцях обов'язки по зберіганню актів покладались на секретарів, реєстраторів і інших чиновників.
У Росії така особа називалося також піддячим.